# Two Faced
«Two Faced» es una canción de la banda estadounidense de rock Linkin Park. El 13 de noviembre de 2024 se publicó como el cuarto sencillo de su octavo álbum de estudio, From Zero.

## Composición
La crítica musical describió el estilo de «Two Faced» como nu metal, hard rock y rap rock. También se notó que la canción evocaba al estilo y sonido de los dos primeros álbumes del grupo, Hybrid Theory y Meteora, y se la comparó especialmente con «One Step Closer».

## Lanzamiento y video musical
Mientras los seguidores de Linkin Park esperaban un anuncio de la gira mundial From Zero World Tour que se insinuaba para el 14 de noviembre y el lanzamiento oficial del álbum From Zero al día siguiente, la banda publicó el sencillo «Two Faced» de manera sorpresiva el día previo. En una publicación en redes sociales el 13 de noviembre, la banda subió el video musical junto con el mensaje: «No podíamos esperar más para que escucharan esta canción y vieran el video, así que aquí está un poco antes de tiempo».
El video contó una vez más con la dirección del DJ de la banda, Joe Hahn. En el video, la banda actúa en un escenario cerrado mientras visten de traje. En una entrevista posterior con KROQ, revelaron que era el mismo escenario donde hicieron su primera actuación de regreso el 5 de septiembre y que se había filmado en cinco horas unos días antes de la transmisión. Hahn afirmó sobre el resultado: «De todos los videos que estamos haciendo, este es el definitivo de lo que es From Zero. La relación de la banda, la energía que emitimos, la personalidad y el disfrute que tenemos juntos. Todo eso está en este video».

## Recepción
La canción fue recibida positivamente por Maria Sherman de Associated Press, que la describió como uno de los «momentos más gratificantes» del álbum.

## Lista de canciones
| N.º | Título      | Duración |  |
| 1.  | «Two Faced» | 3:03     |  |

## Créditos y personal
Linkin Park
- Emily Armstrong: voz, composición
- Colin Brittain: batería, composición, coproducción
- Brad Delson: guitarra, piano, composición, coproducción
- Dave Farrell: bajo, composición
- Joe Hahn: DJ, sampling, composición
- Mike Shinoda: rapping, teclados, coros, guitarra rítmica, composición, producción, ingeniería de audio

Personal adicional
- Rich Costey: mezcla
- Jeff Citron: asistente de mezcla
- Ethan Mates: ingeniería de audio
- Emerson Mancini: masterización